# Anne Dal Vera
Anne Dal Vera (* Colorado) ist eine US-amerikanische Polarforscherin und war 1993 Teammitglied der ersten, nur aus Frauen bestehenden Antarktisexpedition.

Die größten Schelfeistafeln der Antarktis (Stand 2007).
Ross-Schelfeis (472960 km²)
Filchner-Ronne-Schelfeis (422420 km²)
Amery-Schelfeis (62620 km²)
Larsen C (48600 km²)
Riiser-Larsen-Schelfeis (48180 km²)
Fimbul-Schelfeis (41060 km²)
Shackleton-Schelfeis (33820 km²)
George-VI-Schelfeis (23880 km²)
West-Schelfeis (16370 km²)
Wilkins-Schelfeis (13680 km²)

## Leistung

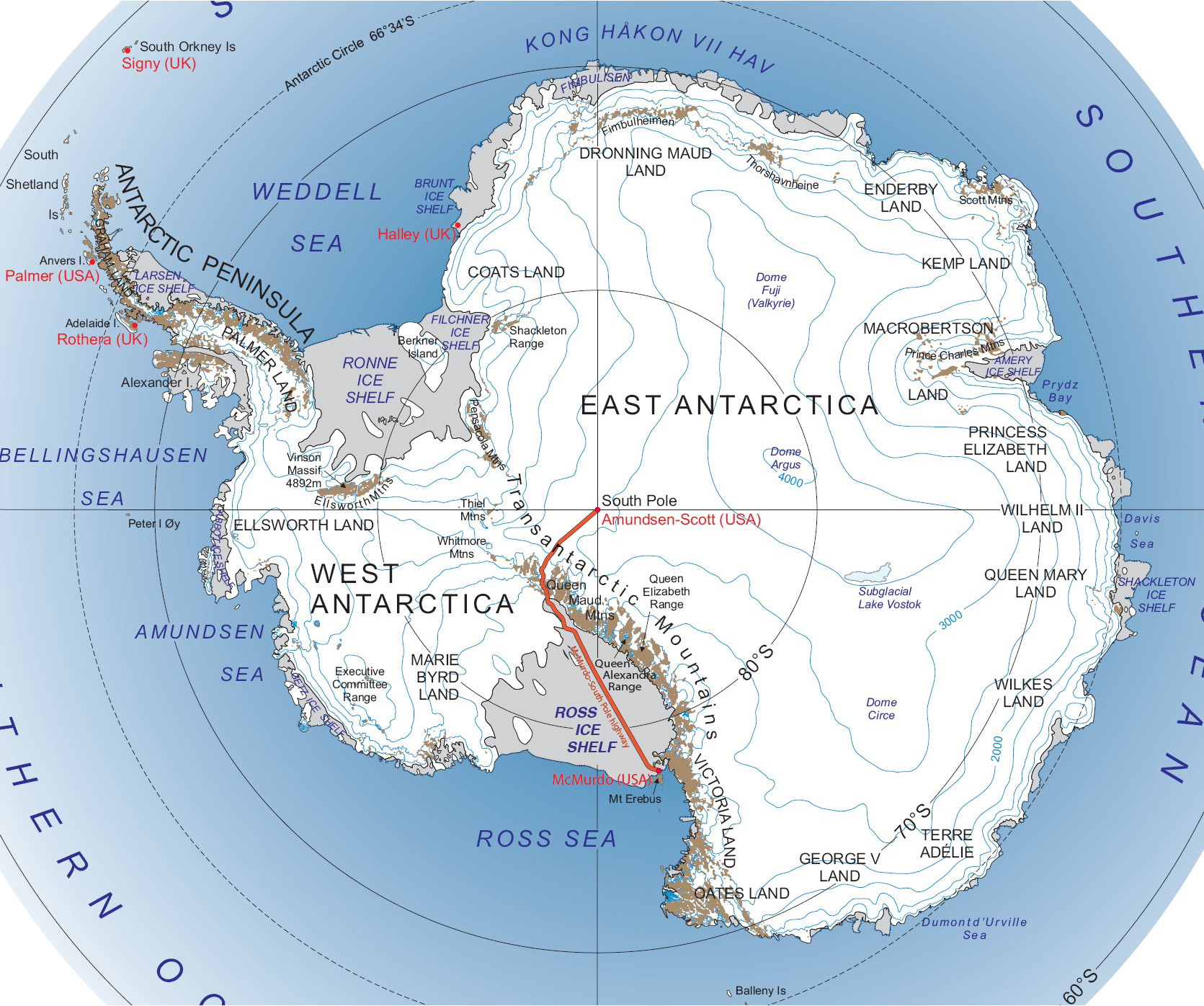

Am 9. November 1992 verließen Dal Vera und die anderen Expeditionsteilnehmerinnen das Hercules Inlet über das Filchner-Ronne-Schelfeis. Die Expedition war von starken Stürmen, Kälte und physischen Extremen sowie dem Druck, als solch kleine Gruppe das Polarplateau zu überqueren, geprägt. Am 14. Januar 1993 erreichte sie gemeinsam mit Ann Bancroft, Sunniva Sorby und Sue Giller als erstes Frauenteam den geografischen Südpol auf Skiern. Damit waren sie nicht nur die ersten Frauen, sondern auch unter den ersten 30 Menschen, die es auf Skiern und Schlitten über den Südpol schafften.
An der Amundsen-Scott-Südpolstation angekommen, bestand ihr weiteres Ziel darin, den Übergang vom Kontinent zur McMurdo-Station zu erreichen. Doch nach insgesamt 67 Tagen stoppten Anne Dal Vera und zwei weitere Teammitglieder, 1419 Kilometer (882 Meilen) vor ihrem Ziel. Ein verspäteter Start und die damit fehlende Zeit zwang das Team weitere Bemühungen am Südpol aufzugeben.

### Vorbereitung des Projektes
Einen Teil des Geldes (90.000 $) finanzierte die Gruppe durch kleine Spenden und einen T-Shirt-Verkauf. Den Rest (385.000 $) bezahlte die Gruppe aus eigener Hand, obgleich sie fünf Jahre brauchten, um die dadurch entstandenen Schulden zu begleichen.
Um sicherzugehen, dass sie und ihre Ausrüstung für die Antarktis bereit waren, trainierten die Frauen auf Skiern im Yellowstone National Park, Nord-Kanada und Grönland.

## Leben heute

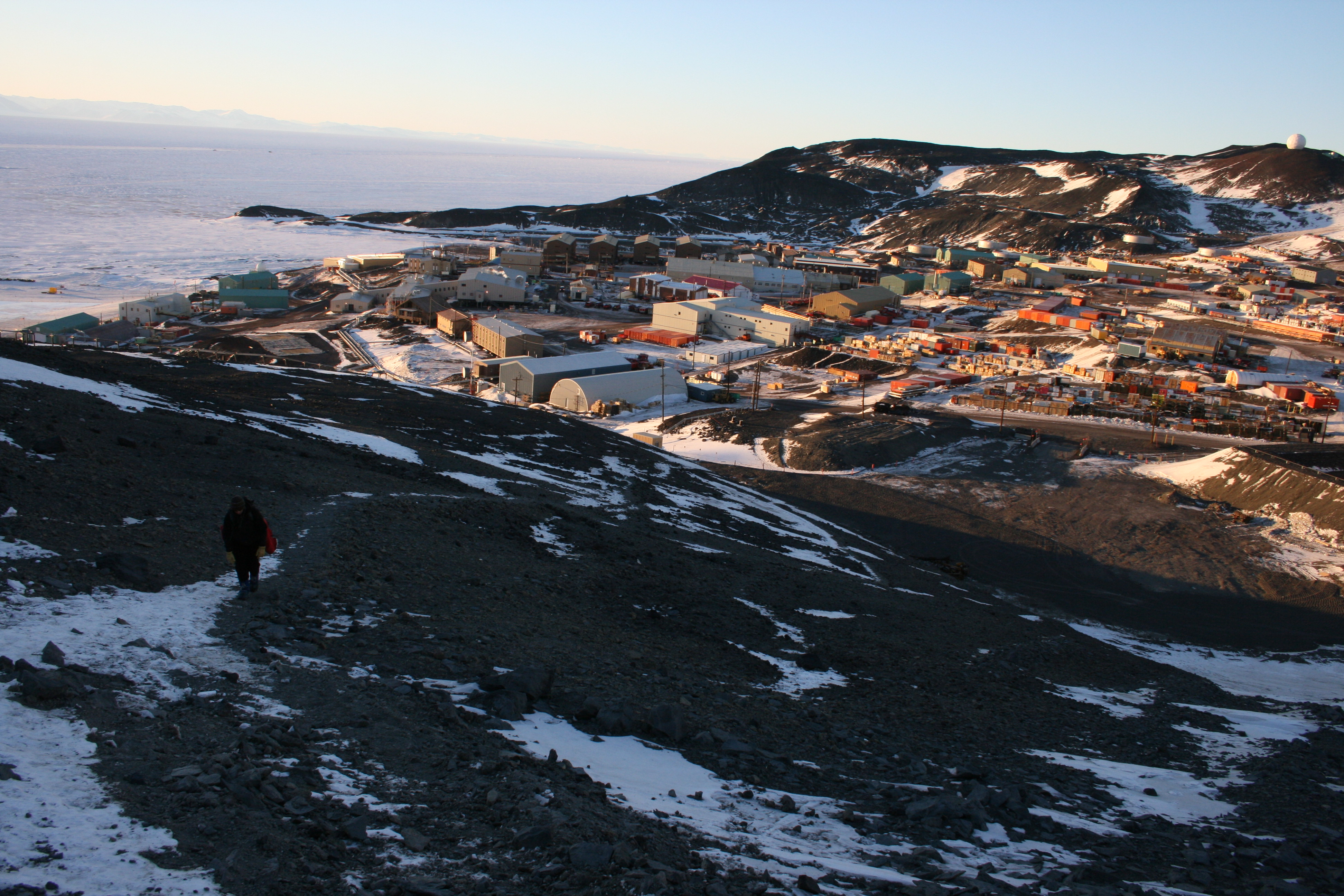
McMurdo Station

Im Jahr 1994 bewarb sich Dal Vera bei der Antarctic Support Associates (ASA), einer privaten Firma, die Verträge mit der National Science Foundation zur Versorgung der Polarstationen mit Ausrüstung abgeschlossen hat, weswegen sie 1995 zum Pol zurückkehrte, diesmal jedoch auf einer konventionellen Strecke und mit anderer Ausrüstung. Ihre Leidenschaft für das Eis veranlasste sie dazu, auch 1999 als Assistentin zur McMurdo zurückzukehren. Inzwischen wartet sie dort die technischen Geräte zur Müllentsorgung.